# Kypello Kyprou 1934-1935
La Kypello Kyprou 1934-1935 fu la 1ª edizione della coppa nazionale cipriota. Vide la vittoria finale del Trast. La finale (giocata il 18 novembre 1934) finì 0-0, ragion per cui la gara venne ripetuta il 25 novembre 1934 (entrambe giocate allo Stadio GSP di Nicosia).

## Formula
Al torneo parteciparono le otto squadre iscritte alla A' Katīgoria 1934-1935. Erano previsti turni a eliminazione diretta con gare di sola andata da disputare in casa di una delle due squadre, in base al sorteggio; in caso di parità nei 90 minuti erano previsti i supplementari e, in caso di perdurare della parità, la ripetizione della partita.

## Quarti di finale
Le partite sono state giocate il 4 novembre 1934.
| Squadra 1    | Risultato | Squadra 2          |
| ------------ | --------- | ------------------ |
| EPA Larnaca  | 0 - 1     | APOEL              |
| AEL Limassol | 2 - 3     | Lefkoşa Türk       |
| Trast        | 5 - 2     | Arīs Limassol      |
| Anorthōsis   | 7 - 2     | Olympiakos Nicosia |

## Semifinali
Le partite sono state giocate l'11 novembre 1934.
| Squadra 1  | Risultato | Squadra 2    |
| ---------- | --------- | ------------ |
| APOEL      | 1 - 0     | Lefkoşa Türk |
| Anorthōsis | 2 - 3     | Trast        |

## Finale
| 18 novembre 1934 | Trast | 0 – 0 (d.t.s.) referto | APOEL | Stadio GSP, Nicosia |

### Replay
| 25 novembre 1934, ore 09:45 EET              | Trast     | 1 – 0 referto | APOEL | Stadio GSP, Nicosia |
| \| \| \| \| \| Tsiges 55’ \| Marcatori \| \| |           |               |       |                     |
|                                              |           |               |       |                     |
| Tsiges 55’                                   | Marcatori |               |       |                     |